# Cherished
Cherished je čtrnácté studiové album zpěvačky a herečky Cher, vydané v září roku 1977 u Warner Bros. Records.

## O albu
Album Cherished je poslední album Cher produkované Snuffem Garretem. Roky 1975, 1976 a 1977 byly pro Cher velice neúspěšné, navzdory obrovské popularity její televizní show. Nová deska nebyla vůbec propagována, s žádnou písní nikdy nikde nevystoupila a fanoušci a kritici desku ignorovali. Prodalo se jí velmi málo – okolo 210 tisíc (z toho 98 tisíc v Americe a 6 tisíc v Anglii).
Během nahrávání alba Cher nebyla šťastná. Potýkala se s depresemi už od narození syna Elijaha v červnu 1976. Manželství s Greggem Allmanem se řítilo ke konci, její poslední studiové desky zcela propadly a dokonce i její kdysi velmi úspěšná televizní show začala upadat. Většina písní byla nahrána v dubnu 1977 v západním Hollywoodu v Larrabee Sound studiu. Jak sama zpěvačka později v interview sdělila, nahrávání si vůbec neužila a s konečným výsledkem nebyla spokojená. Album nahrála jen kvůli kontraktu s vydavatelstvím Warner Bros. Jeden zvukař vzpomíná: „Když poprvé přišla do studia, byla dost příjemná, ale ke konci nahrávání už štěkala na kdekoho. Koukal jsem, abych jí šel z cesty. Zřejmě se jí do těchhle písní vůbec nechtělo. Budilo to tehdy dojem, že se snad chce schválně sama zničit, ale dovedl jsem to pochopit. Když vás to táhne jinam, k něčemu novému, jako v tvůrčí inspiraci, je hrozně těžké vracet se zas znova ke starým věcem.“
Styl hudby připomíná její starší úspěšné hity jako "Gypsies, Tramps & Thieves", "Half Breed" nebo "Dark Lady". Vydavatelství jí záměrně tlačilo k těmto popovým melodiím, jelikož její vize stát se rockovou zpěvačkou neobstály. To vysvětluje návrat producenta Snuffa Garretta, který stojí za jejími největšími popovými hity ze začátku sedmdesátých let. To co však zabíralo tenkrát, nyní nefunguje. Až moc se drželo staré šablony.
Cherished je také první album Cher, kde nebylo na obale uvedeno její jméno – název alba ho totiž v sobě zahrnuje.
Píseň "Pirate" se už objevila o rok dříve na některých vydáních alba "I'd Rather Believe in You", pojmenované jako "Images".
Stejně jako ostatní alba pod Warner Bros. Records ze sedmdesátých let, ani Cherished nevyšlo na kompaktním disku. Cher zřejmě vylastní veškerá práva k těmto počinům a vydavatelství nemá žádné pravomoce.

### Kritika
Kritiky alba byly většinou smíšené až negativní. Časopis Billboard označil jako nejlepší momenty písně "L.A. Plane", "Send The Man Over" a "She Loves To Hear The Music".

### Singly
První singl z alba vyšel už v lednu 1977 – přibližně osm měsíců před vydáním alba. Byla jím píseň "Pirate", která měla jen nepatrný úspěch, v Americe debutovala na 96. místě, později si jen nepatrně polepšila a umístila se na místě 93. Singlu se prodalo asi 150 000 kusů. Píseň "War Paint And Soft Feathers" se stala druhým singlem z alba. Sandy Pinkard, spoluautorka písně, vzpomíná, že už před vydáním, nikdo z Warner Bros. druhému singlu nevěřil, ba už ani albu. Singl se vůbec nikde neumístil.

## Seznam skladeb
| Pořadí | Název                       | Autor                                        | Délka |
| ------ | --------------------------- | -------------------------------------------- | ----- |
| 1.     | Pirate                      | Steve Dorff, Larry Herbstritt, Gary Harju    | 3:10  |
| 2.     | He Was Beatiful             | Gloria Sklerov, Harry Lloyd                  | 2:51  |
| 3.     | War Paint and Soft Feathers | Cloretta Kay Miller, Sandy Pinkard, Al Capps | 3:03  |
| 4.     | Love The Devil Out Of Ya    | John Durrill, Doc Pomus                      | 2:15  |
| 5.     | She Loves to Hear the Music | Peter Allen, Carole Bayer Sager              | 3:10  |
| 6.     | L.A. Plane                  | Gary Harju, Larry Herbstritt                 | 3:38  |
| 7.     | Again                       | Joe Allen                                    | 2:30  |
| 8.     | Dixie                       | John Durrill, Sandy Pinkard                  | 2:26  |
| 9.     | Send The Man Over           | Cliff Crofford, Snuff Garrett                | 3:47  |
| 10.    | Thunderstorm                | John Durrill, Sandy Pinkard                  | 2:35  |